# PH-Schienentransportwagen (Typ 1911)
Die 1911 konstruierten Schienentransportwagen mit zweiachsigen Drehgestellen wurden bei der Prinz-Heinrich-Eisenbahn (PH) in Luxemburg in großen Stückzahlen eingesetzt.

## Geschichte
Bereits ab 1907 schaffte die PH Flachwagen mit Drehgestellen für den Transport von Schienen und anderen schweren langen Lasten an. Ab 1911 wurde eine auf dem früheren Typ basierende Weiterentwicklung bei Nicaise et Delcuve in Auftrag gegeben. Bis 1913 entstanden insgesamt 580 Exemplare dieser Baureihe. Ein Teil der Wagen war mit Bremserhaus ausgestattet. Beiderseits verfügten die Wagen über jeweils neun Rungen.
1946 ging die PH in der neu gegründeten staatlichen Société Nationale des Chemins de Fer Luxembourgeois (CFL) auf. Dort bekamen die noch erhaltenen Wagen die CFL-Gattungbezeichnung Rlywfl. Ab 1966 wurden die dann noch vorhandenen Wagen mit der UIC-Gattungsbezeichnung Rkmp im Nummernbereich 3846119–3846559 geführt. In den Bestandslisten um 1980 tauchen die Wagen nicht mehr auf.

## Erhaltene Wagen
Der 1911 gebaute Wagen Nr. 8647 war lange Zeit im Besitz des Unternehmens Gliwice Zakłady Urządzeń Technicznych SA in Gliwice. 2018 schenkte das Unternehmen den Wagen dem polnischen Verein Towarzystwo Ochrony Zabytków Kolejnictwa (Gesellschaft zum Schutz von Eisenbahndenkmälern), der das Eisenbahnmuseum Pyskowice betreibt.
Der 1912 gebaute Wagen Nr. 8842 wird seitens der Société Nationale des Chemins de Fer Luxembourgeois im Museumsbahnhof Fond de Gras museal erhalten.